# Carrer Antoni Clapés
El Carrer Antoni Clapés es troba a Tiana (El Maresme).

## Descripció
Es tracta de cases construïdes amb l'esquema tradicional de les cases de cos, amb variacions com els balcons, amb la llosana sostinguda amb mènsules, la finestra amb ampit del primer pis i balustrada al terrat.
Conjunt de cases del carrer Antoni Clapés. És un conjunt urbà protegit amb parcel·lació tradicional.